# Sydney Mushanga
Sydney Mushanga (* 26. April 1977) ist ein sambischer Politiker der Patriotic Front (PF).

## Leben
Mushanga war nach verschiedenen Aus- und Fortbildungen als Fachmann und Dozent für Informationstechnologie tätig. Er wurde als Kandidat der Patriotic Front (PF) bei der Wahl am 20. September 2011 erstmals zum Mitglied der Nationalversammlung Sambias gewählt sowie bei der Wahl am 11. August 2016 wiedergewählt und vertritt dort den Wahlkreis Bwacha. Nachdem er zwischen Februar 2015 und August 2016 Vize-Minister für Erziehung, Berufsausbildung und frühe Bildung war, wurde er im August 2016 Präsident Edgar Lungu zum Provinzminister für die Zentralprovinz in dessen Kabinett berufen.